# Castrum de Roquefort
Le castrum de Roquefort est un château ruiné (entouré d'un village castral) situé dans la vallée du Sor, sur la commune de Sorèze, dans le département du Tarn, en France.

## Situation
Le castrum se situe dans la vallée du Sor, entre Durfort et Les Cammazes.

## Historique
Les premières mentions du castrum datent environ de 1035, sous l'appellation de Castellum Rocafort super fluvium Sor. Il appartient formellement au comté de Toulouse, mais les seigneurs locaux sont plutôt vassaux directs des Trencavel, vicomtes d'Albi, de Béziers et du Razès. L'apogée du site semble se situer à la fin du XIIe siècle.
Après la croisade des albigeois, le castrum, géographiquement isolé, sert de refuge aux hérétiques, et de base de départ de fuite vers l'Italie.
Il est abandonné probablement vers la fin du XIVe siècle.
Plusieurs campagnes de fouilles archéologiques sont lancées par Pierre Clément - propriétaire du site et à la tête du projet de sauvegarde et mise en valeur - et le bureau d'investigations archéologiques Hadès au début du XXIe siècle (2005, 2010, 2014, puis de 2015 à 2018, sous la direction scientifique d'Ugo Cafiero),.
Il est inscrit au titre des monuments historiques en 2010.
Le site est privé et n'est pas ouvert à la visite.